# Вілла Романа дель Казале
37°21′53″ пн. ш. 14°20′05″ сх. д. / 37.36472° пн. ш. 14.33472° сх. д.
Вілла Романа дель-Казале (італ. Villa Romana del Casale, сиц. Villa Rumana dû Casali) — давньоримська вілла, побудована у першій чверті IV століття і розташована приблизно за 5 км від міста П'яцца-Армерина на Сицилії загальною площею 8,92 га. Вілла була центральною садибою великого маєтку й є однією з найрозкішніших будівель такого типу. Відома в першу чергу завдяки колекції мозаїк, що прекрасно збереглася. Ця колекція прикрашає майже кожну кімнату і є однією з найбагатших колекцій давньоримського мистецтва, що збереглися на сьогодні. Вілла є одним із  об'єктів Світової спадщини ЮНЕСКО в Італії.

## Історія

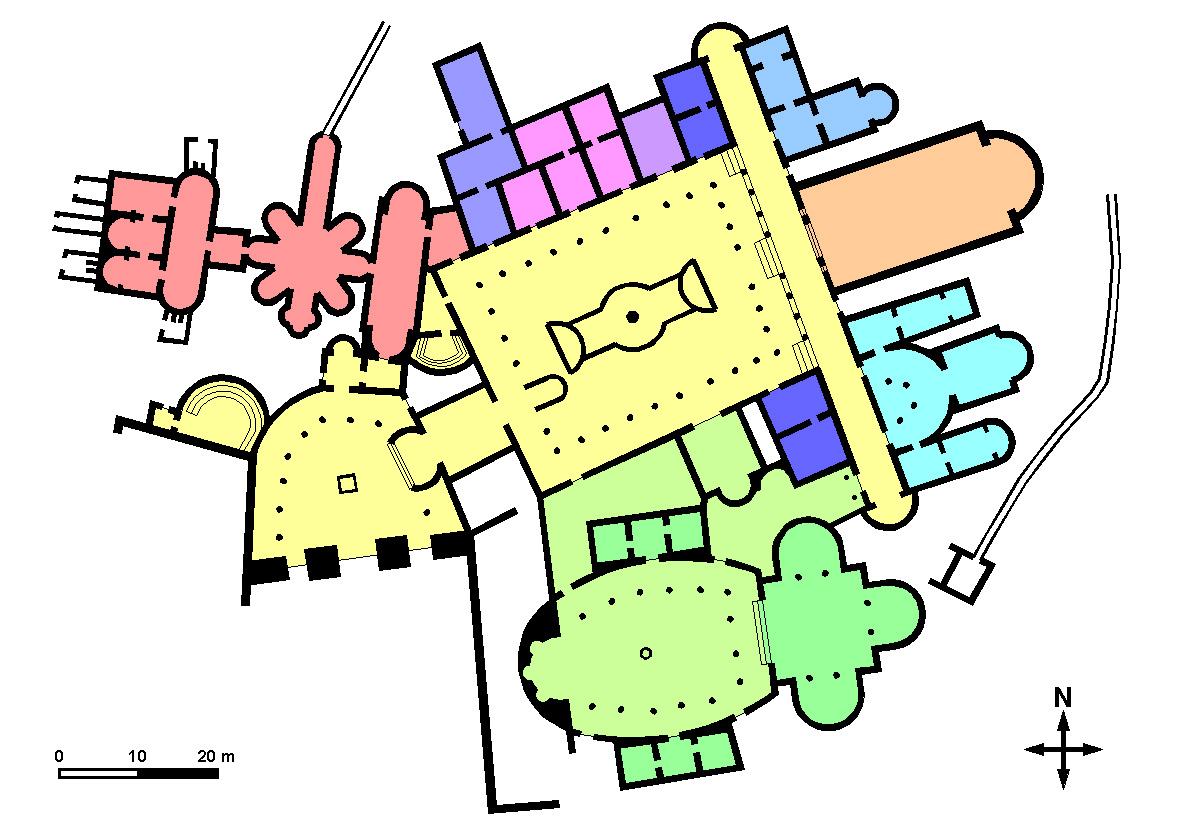
План вілли

Вілла побудована (на залишках старої вілли) у першій чверті IV століття. Ймовірно, вона слугувала великою латифундією, що поширювалася на околиці поселення. Дослідники сходяться на тому, що власником вілли був багатий римський сенатор або навіть член імператорської родини. Невідомо, скільки часу вілла зберегла цю роль — припускають, що не більше 150 років. Після ліквідування латифундії від вілли залишилися житлові комплекси, біля неї виросло село. Згодом будівлі були пошкоджені і, можливо, знищені в результаті набігів вандалів і вестготів. Господарські споруди використовувалися, принаймні, за часів арабського панування на Сицилії. Остаточно об'єкт був закинутий у XII столітті, коли він був пошкоджений зсувом ґрунту.
Вілла була повністю забута, хоча деякі рештки будівлі випиналися над землею. Те місце використовувалося для вирощування сільськогосподарських культур. На початку XIX століття знайшли шматки мозаїки та кілька колон. Перші офіційні археологічні розкопки були проведені дещо пізніше в цьому столітті.
Перше професійне археологічне дослідження провів італійський археолог Паоло Орсі в 1929. Згодом на залишках вілли дель Казаро працювали Джузеппе Культрера (італ. Giuseppe Cultrera), Джино Вініціо Джентілі (італ. Gino Vinicio Gentili) та Андреа Карандіні (італ. Andrea Carandini). Основні великі розкопки були проведені у 1950-1960-х.
У 1997 вілла внесена до списку об'єктів Світової спадщини ЮНЕСКО.  

## Галерея

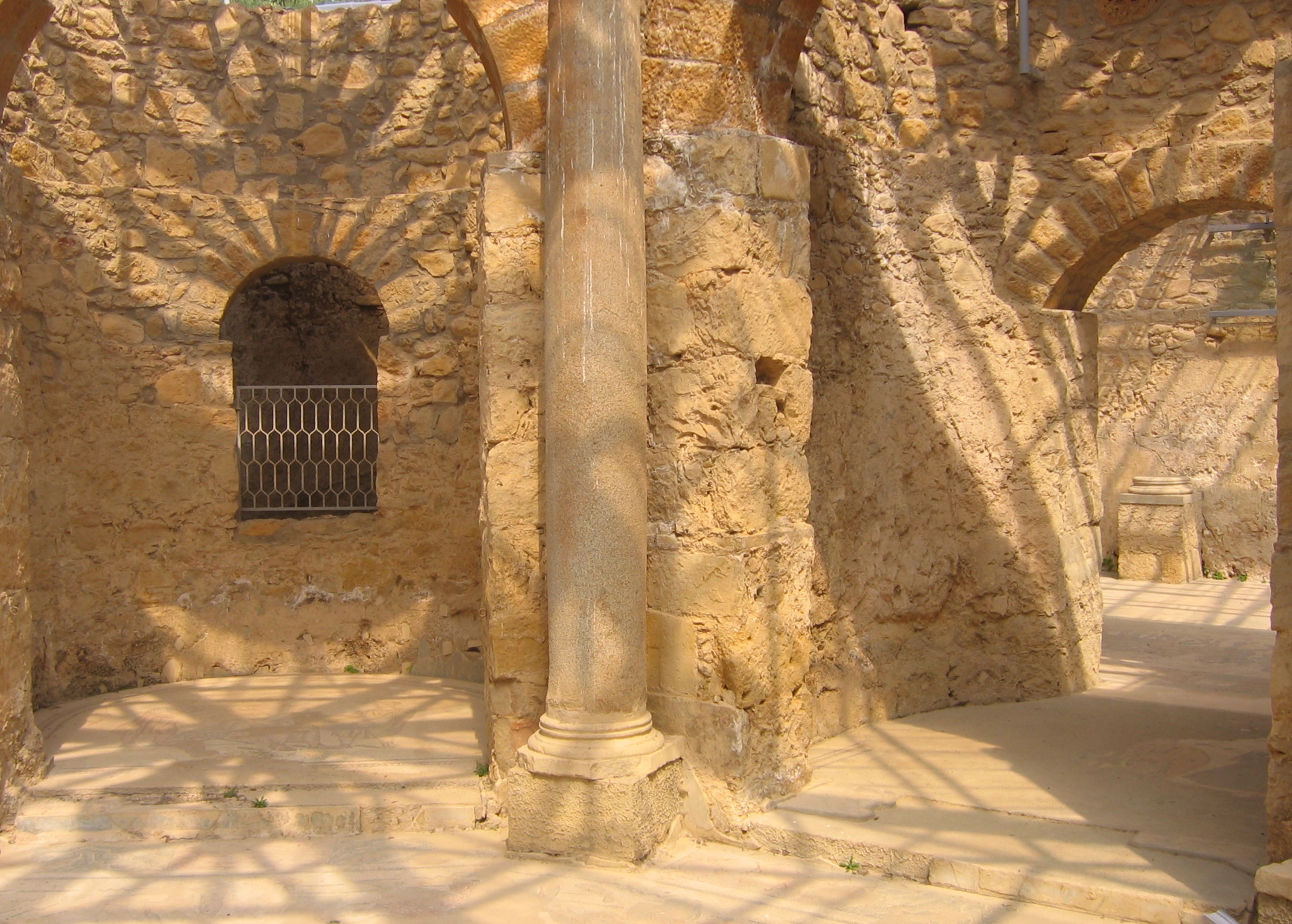
Фригідарій
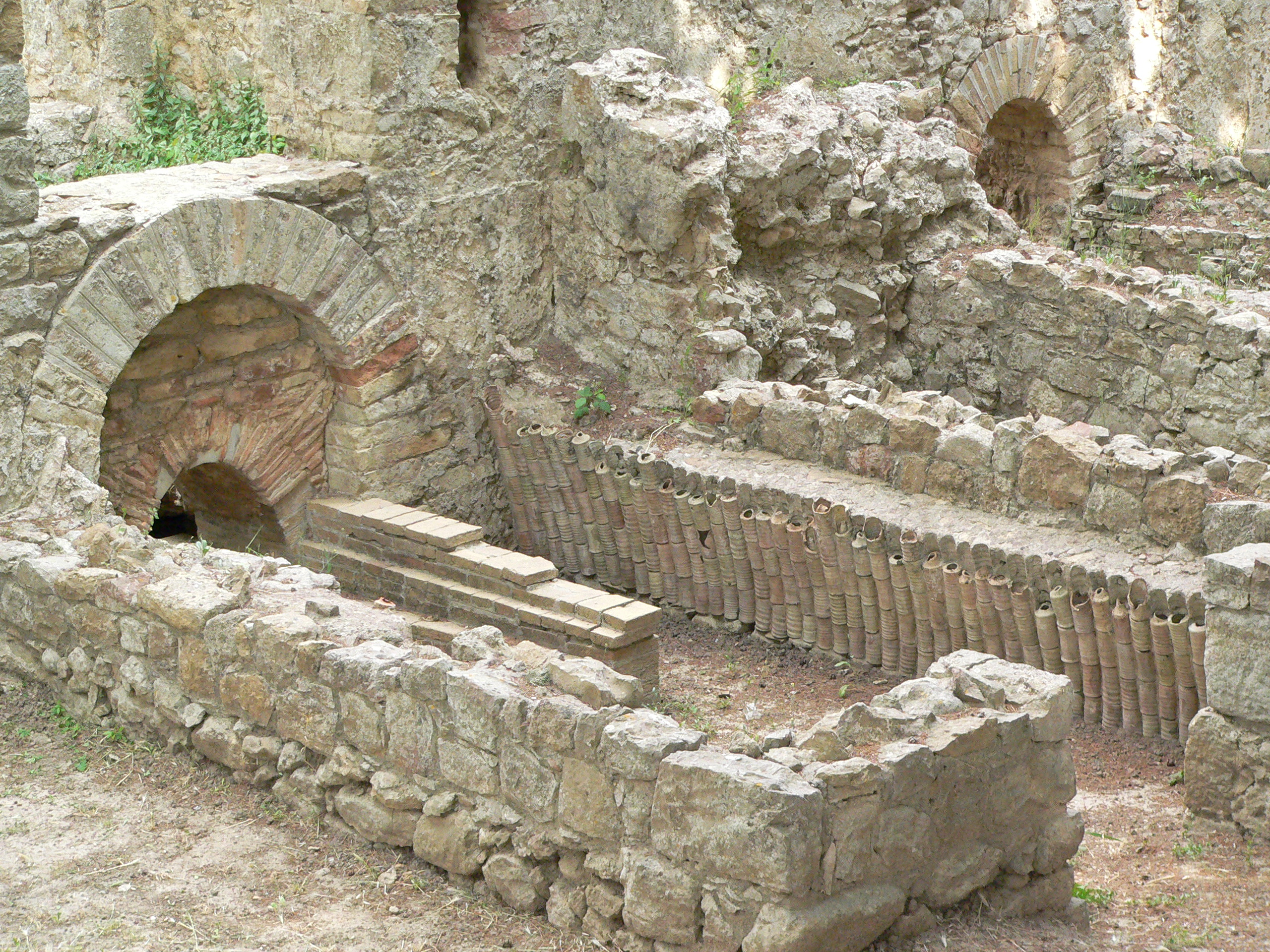
Водопровід
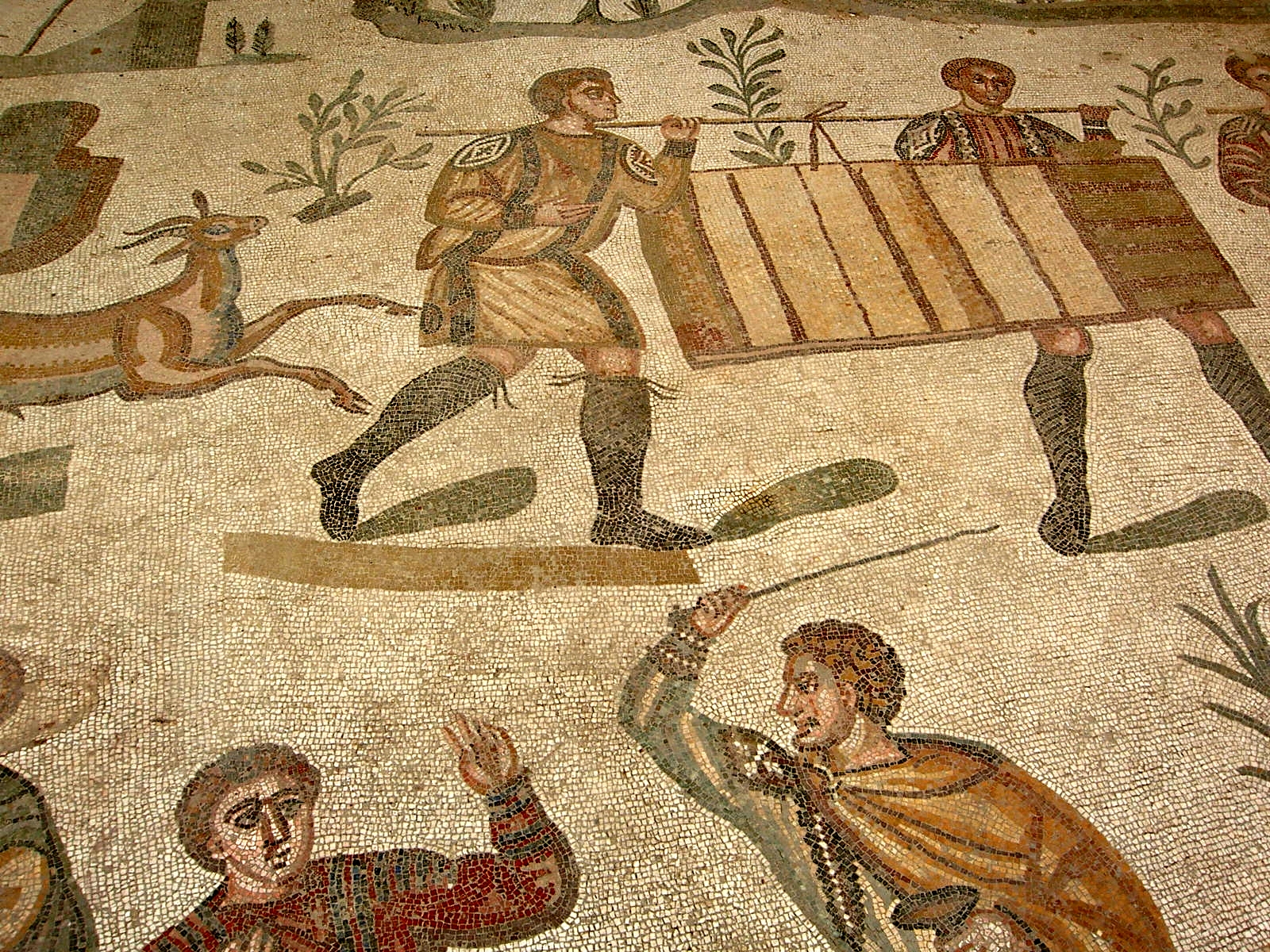
Полювання
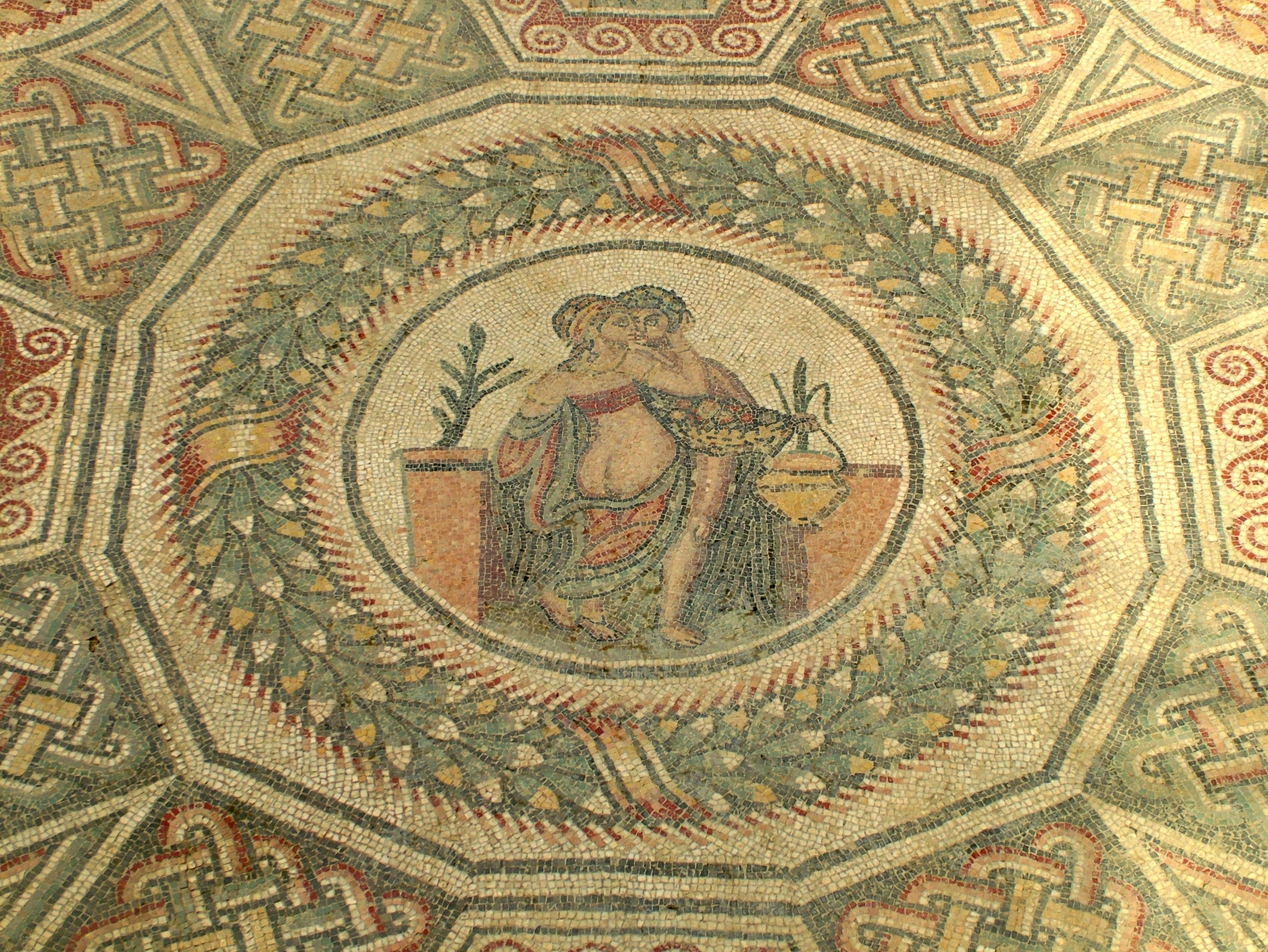
Еротична мозаїка
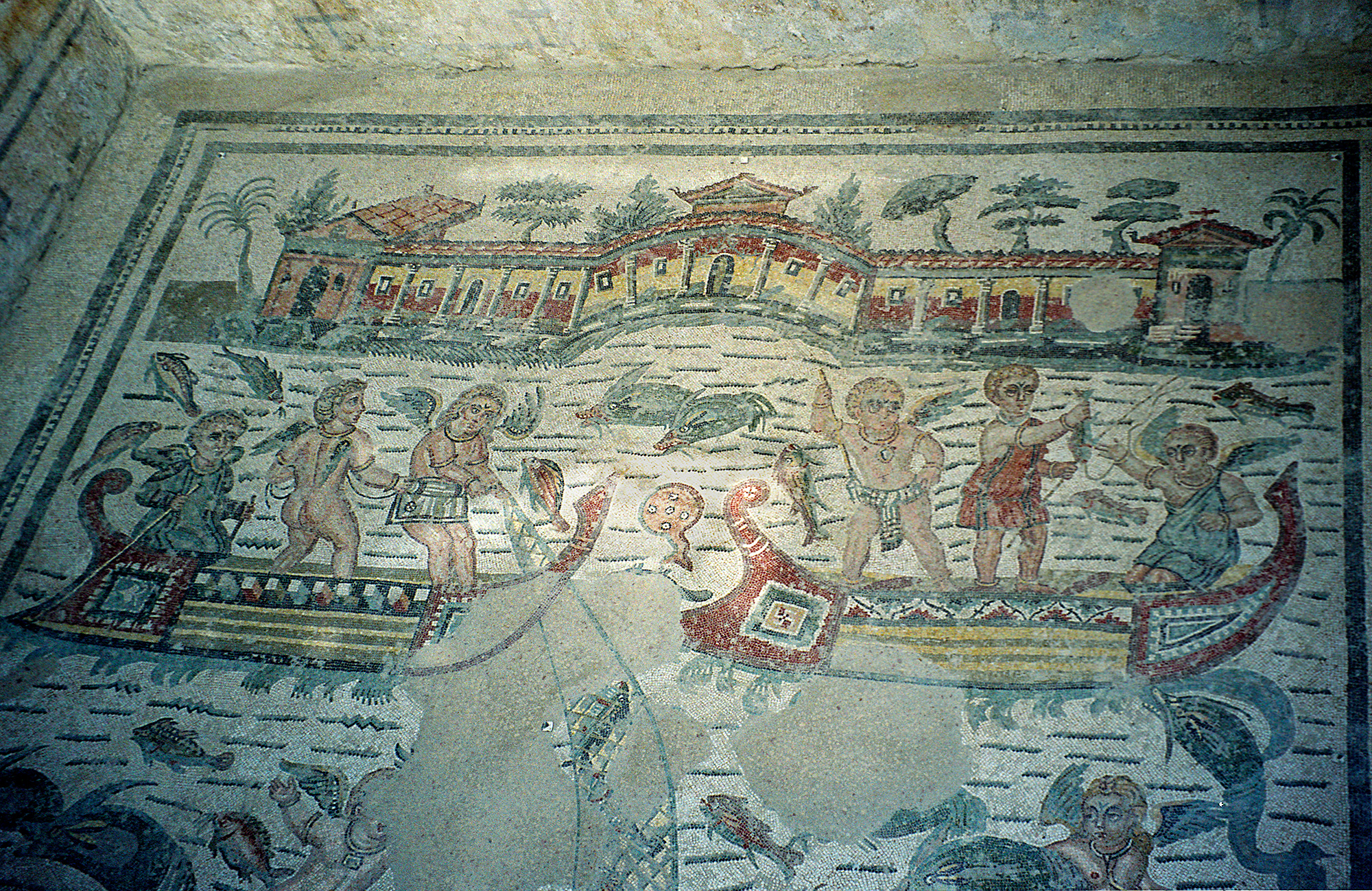
Купідони
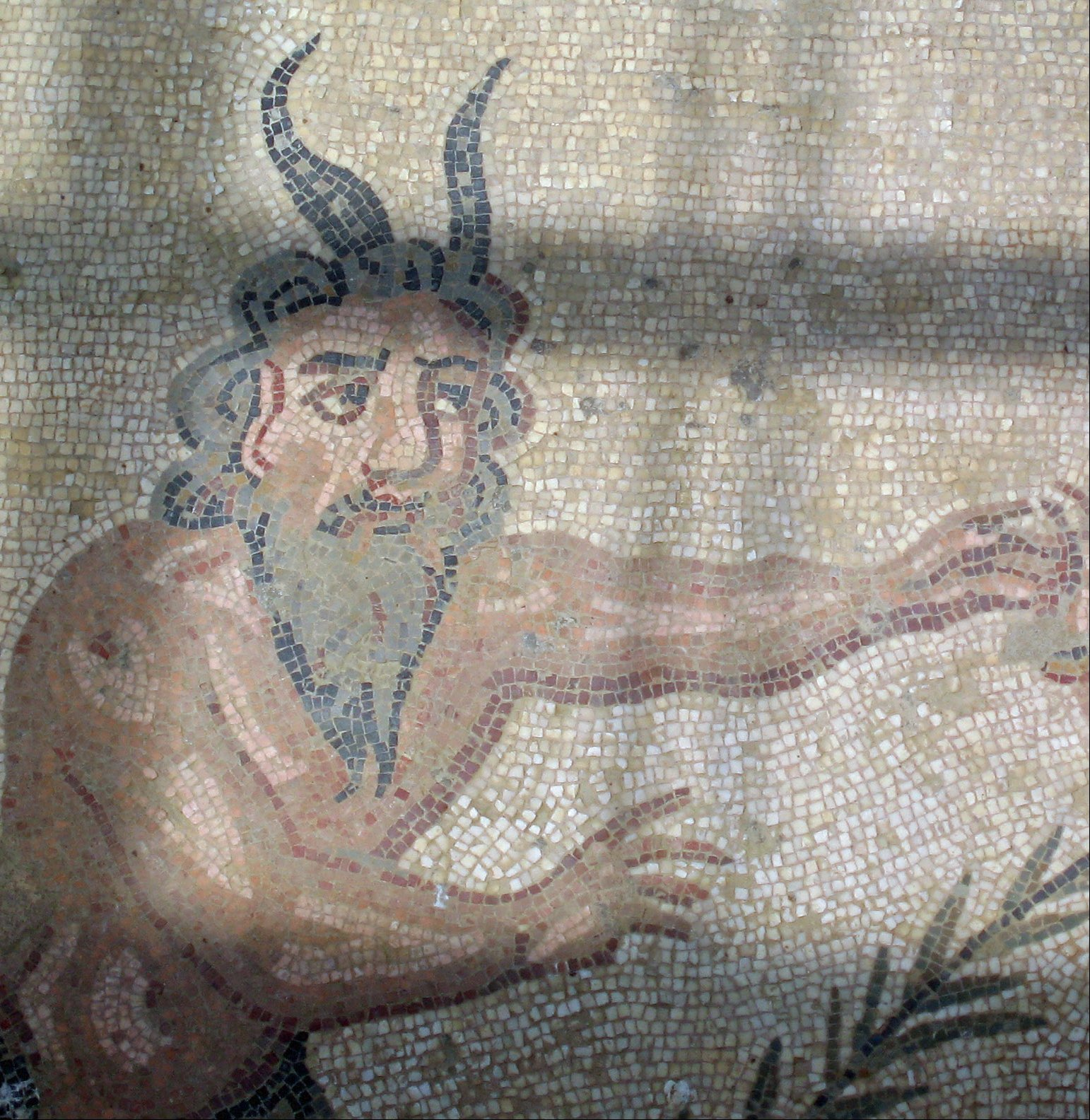
Сатир
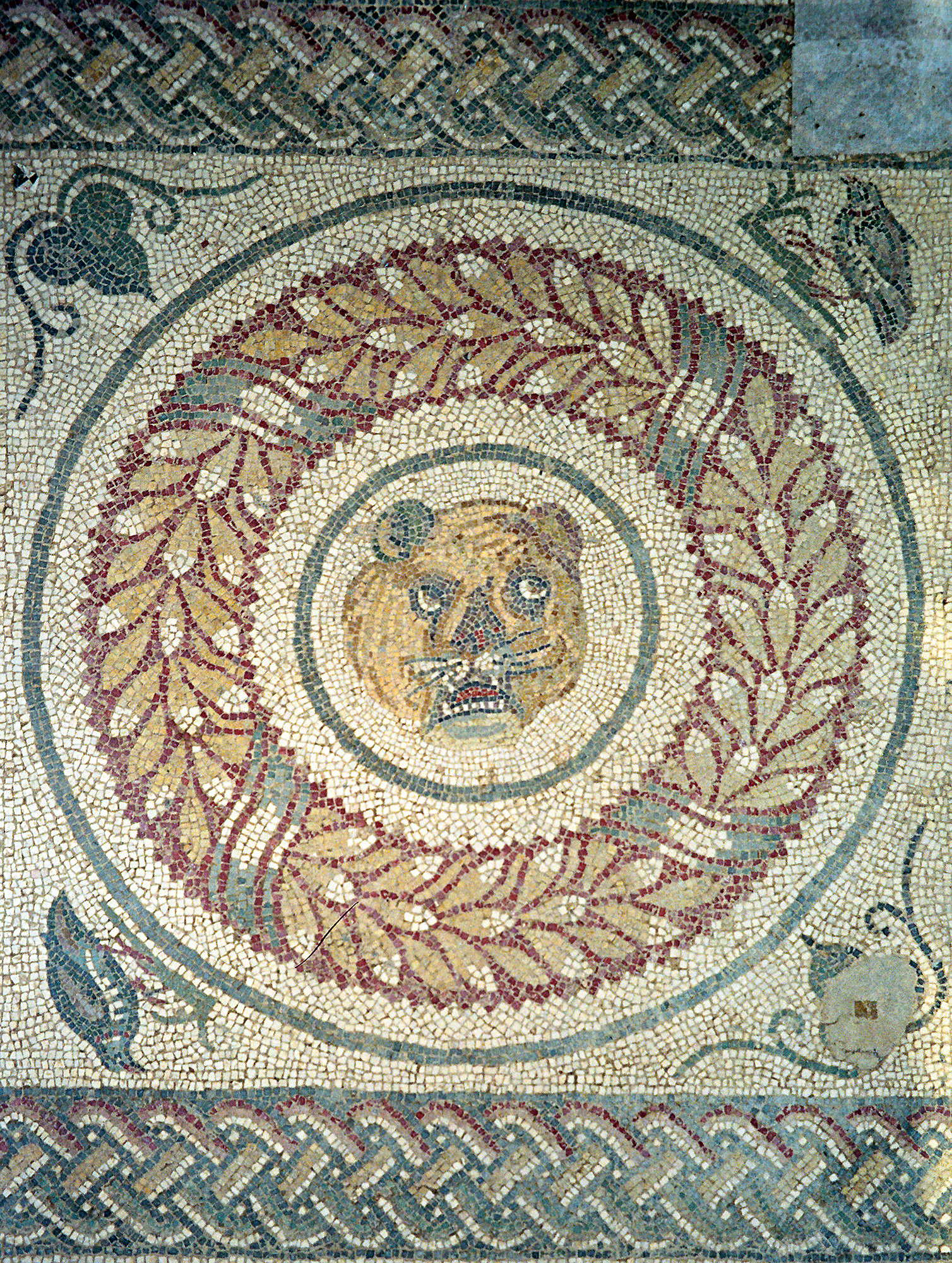
Голова тигра
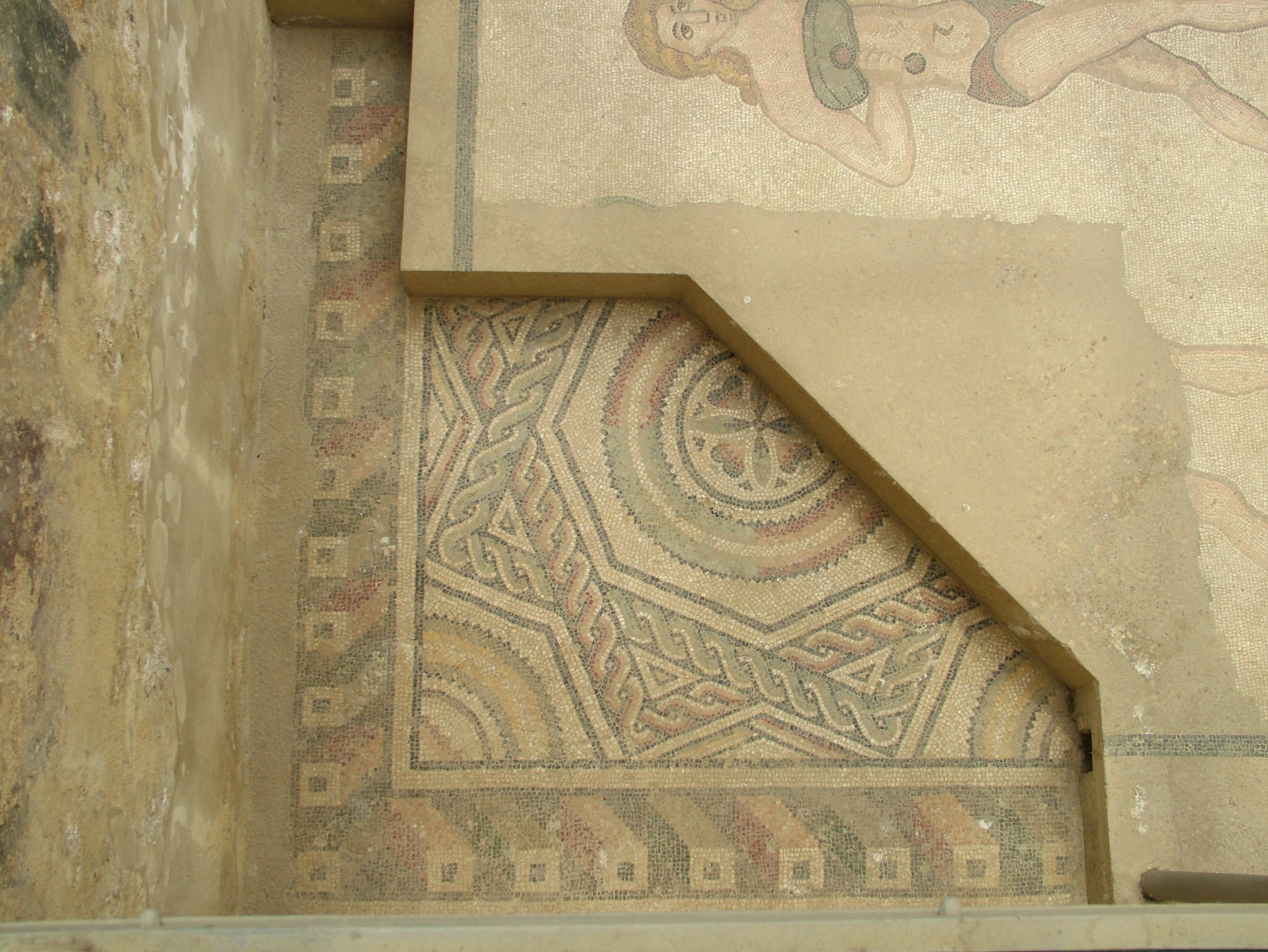
Нижній шар мозаїки